# Los Angeles Kings
Los Angeles Kings je ameriški profesionalni hokejski klub iz Los Angelesa. Spada v pacifiško divizijo zahodne konference lige NHL. Največja uspeha kluba sta osvojitev Stanleyjevega pokala v sezoni 2011/12, ko sta bila Anže Kopitar in Dustin Brown najboljša strelca končnice, vratar Jonathan Quick pa najkoristnejši igralec končnice ter v sezoni 2013/14 ko so ponovno osvojili Stanleyjev pokal. Drugi največji uspeh pa je uvrstitev v finale končnice za Stanleyjev pokal v sezoni 1992/93, ko so jih premagali Montreal Canadiensi. Najbolj znani hokejist Kingsov je Wayne Gretzky, ki je za klub igral osem sezon. Od sezone 2006/07 pa je član kluba tudi prvi slovenski hokejist v ligi NHL, Anže Kopitar, ki na dresu nosi številko 11.